# Червінський Петро Петрович
Петро́ Петро́вич Черві́нський (*1849, Чернігів — †1931) — український громадський діяч і земський статистик у Чернігові.

## Біографічні відомості
По закінченні Петербурзького інституту хліборобства Червінський повернувся на Чернігівщину, але за участь в українському громадському житті був засланий до Холмогорів в Архангельській губернії, де перебував у 1870—1875 роках.
По поверненні до Чернігова працював статистиком у губернському земстві (1876—1890). Разом з І. Шрагом, Ф. Уманцем та іншими громадськими діячами ліберального напряму спричинився до піднесення рівня хліборобства на Чернігівщині. Червінський чимало писав на ці теми (найвідоміша праця «Вопросы общинного быта», 1883) та за його участю видано «Материалы для оценки земельных угодий, собранных Черниговским статистическим отделением при губернской управе» (1876—1883, 15 томів).
За радянської влади жив переважно в Росії і довший час працював на сільськогосподарській дослідній станції біля Вятки (згодом Кіров).